# Kensington, Kalifornien
Kensington är en ort (CDP) i Contra Costa County, i delstaten Kalifornien, USA. Enligt United States Census Bureau har orten en folkmängd på 5 077 invånare (2010) och en landarea på 2,5 km².